# Offizier-Casino Döberitz

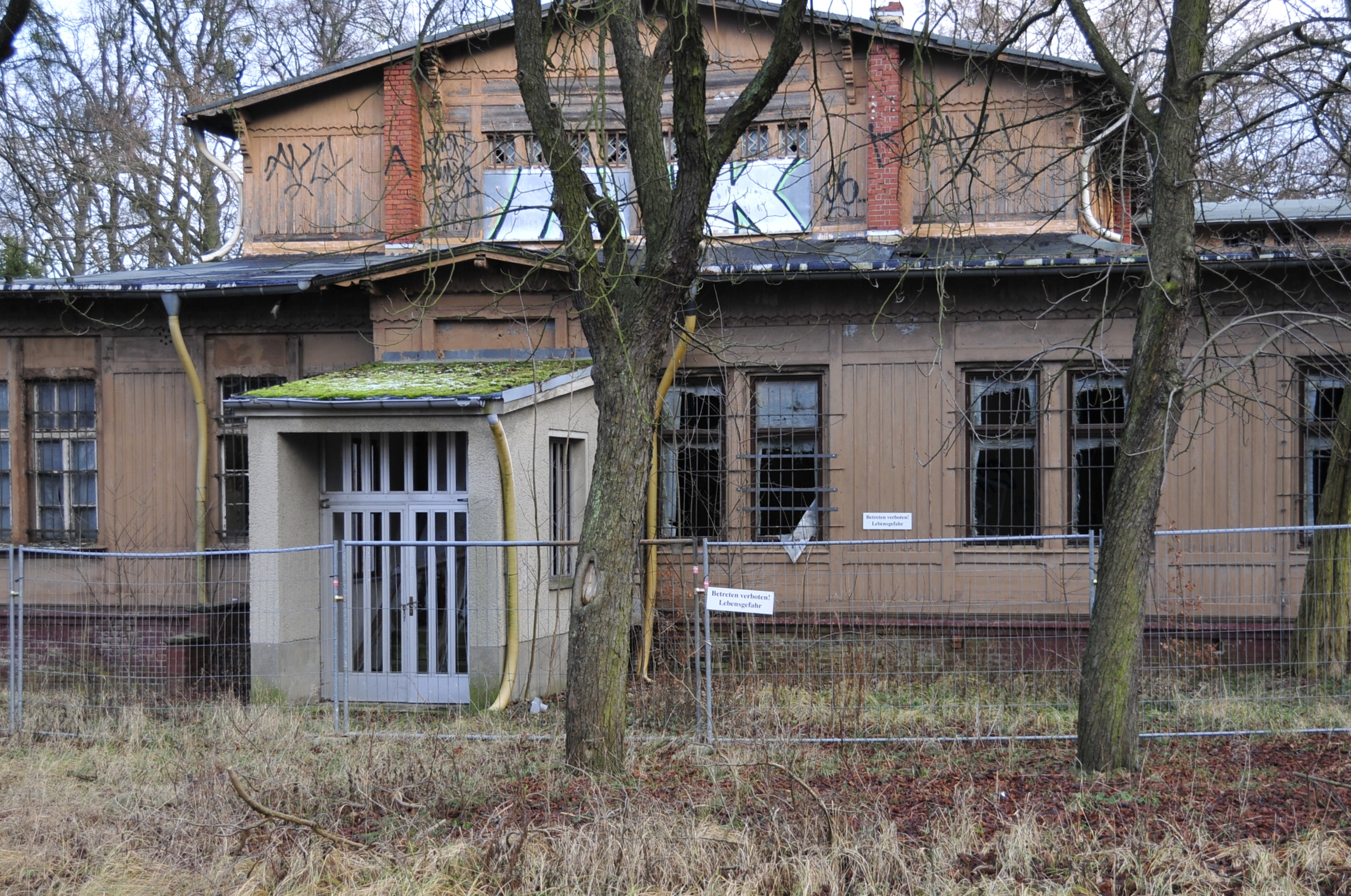
Offizierskasino Dallgow-Döberitz, Haupteingang, Situation 2012

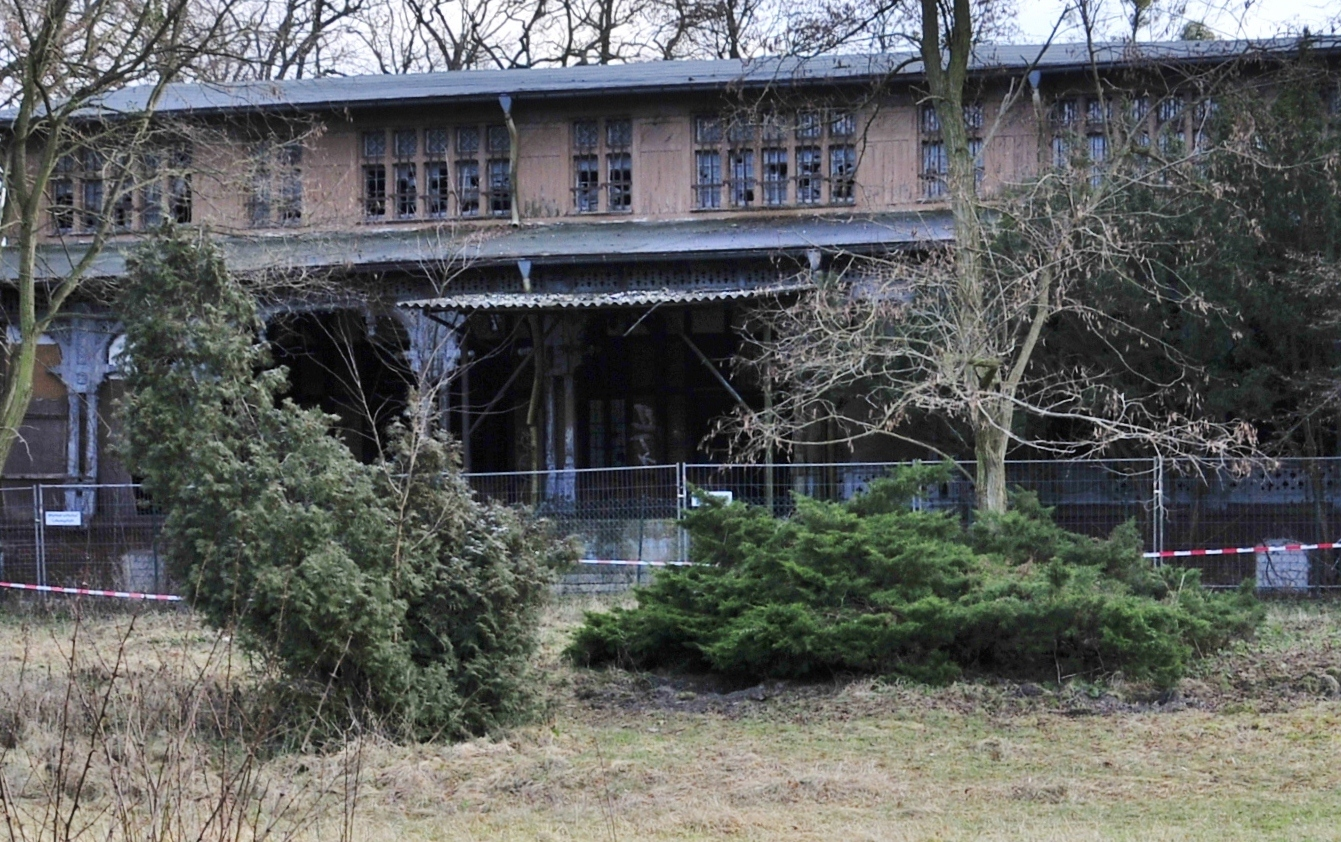
Offizierskasino Dallgow-Döberitz, Parkseite, Situation 2012

Das Offizier-Casino Döberitz befand sich in Dallgow-Döberitz in Brandenburg und wurde 1895 im Zuge der Anlage des Truppenübungsplatzes Döberitz errichtet. Die Nutzung war auf die Sommermonate, die Übungszeiten der Truppen, beschränkt. Das erklärt die Leichtigkeit der Standardkonstruktion, die auch auf anderen Truppenübungsplätzen verwendet wurde. Nachdem die Kasinos in Altengrabow, Hohenlockstedt und Munster bereits vor Jahren aufgegeben und abgerissen werden mussten, wurde nun auch die Abrissgenehmigung für das Kasino Döberitz erteilt. Der Abriss erfolgte im April 2014.

## Architektur

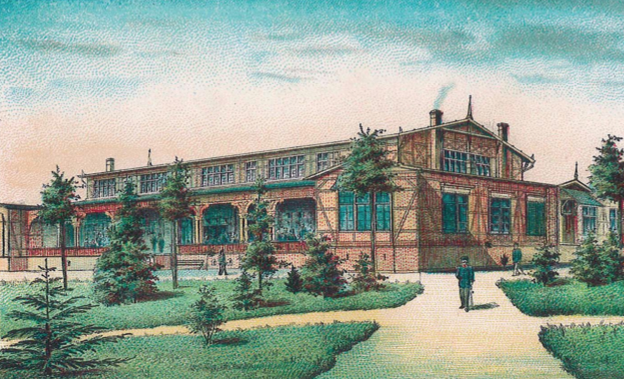
Offizier-Casino Döberitz, Zeichnung ca. 1900: baulicher Zustand der ersten zehn Jahre

Das Gebäude entstand in Fachwerkbauweise auf Ziegelsockel. Einige Jahre später kam eine äußere Holzverschalung hinzu wie beispielsweise auch beim Kasino im Munsterlager. Diese Änderung soll auf eine Initiative Kaiser Wilhelms II. zurückgehen, der Holzbauten auf einer Norwegenreise bewundert hatte. Die Dachkonstruktion bestand aus einem flachgeneigten Satteldach bzw. Pultdächern mit Bitumenpappdeckung. In der Mitte des Gebäudes befand sich der ca. 390 m² große und neun Meter hohe Speise- und Festsaal mit Blick in den offenen Dachstuhl.
Der Saal wurde basilikaartig durch Oberlichtfenster beleuchtet, deren Anordnung mit der Arkaden-Gestaltung der hölzernen Veranda korrespondierte. Die Oberlicht-Seiten waren durch Zuganker miteinander verbunden. Teile der Wände waren vertäfelt. Quer zum großen Saal befand sich ein kleinerer Saal, ebenfalls mit offener hölzerner Dachkonstruktion.
Nach Norden öffnete sich der Saal zu der dekorativ verzierten offenen Veranda. Eine Freitreppe führte in den Casinopark. In den Kellerräumen unterhalb der Veranda befand sich eine Weinstube. Im Osten zum Steilhang des Schwanengrabens fügte sich eine geschlossene Veranda an.
Im Jahr 1906 überwies Kaiser Wilhelm II. einen großen Kronleuchter, den er von den Oberförstern seiner Reviere zur Silberhochzeit erhalten hatte, in den großen Speisesaal.
Während die anderen Bauten des Truppenlagers Döberitz (Zelte, Wellblechbaracken) im Laufe der Zeit durch feste Steinbauten ersetzt wurden (Unterkunftsgebäude, Lazarette, Unteroffizierskasino), blieb das Offizierscasino in seinem ursprünglichen Zustand bis zuletzt erhalten. Diese Leichtbauweise und die seit über 70 Jahren unzureichende Pflege machten den schlechten Erhaltungszustand verständlich.

## Nutzungsgeschichte nach 1945
Als Offizierkasino ist das Gebäude von den sowjetischen Streitkräften bis etwa 1970 genutzt worden. Danach diente es im Rahmen der Truppenversorgung für etwa zwanzig Jahre als Verkaufshalle („Magazin“, „Russenmagazin“, „HO-Spezialhandel“). Da sich das Casino außerhalb des eingezäunten Militärlagers befand, duldete man den Einkauf auch der deutschen Bevölkerung. Nach Abzug der Roten Armee wurde die Liegenschaft zunächst Eigentum des Bundesvermögensamtes, das 1993 eine erste Beräumung und Sicherung durchführte. Die Übertragung für einen symbolischen Kaufpreis an die Gemeinde Dallgow-Döberitz erfolgte 1996. Zeitgleich wurde das Gebäude unter Denkmalschutz gestellt. 1999/2000 erfolgte die Dachinstandsetzung für 20.000 DM. Für das Casino, das unwirtschaftlich zu beheizen war, fand sich bis zuletzt keine Nutzung. Seit 1993 hatte sich der Bauzustand durch Vandalismus, Graffiti, Witterungseinflüsse und zerstörte Fenster drastisch verschlechtert. Teile des Gebäudes waren vom Schwamm befallen. Seit Jahren drohte der Einsturz.

## Denkmalwert des Gebäudes
Die Denkmalschutzbehörde hatte in ihrem Gutachten vom 2. Mai 1996 den grundsätzlichen Denkmalwert des Offizierskasinos festgestellt, das Teil eines Bau-Ensembles mit militär- und ortsgeschichtlicher Bedeutung war. Die Gebäudegruppe dokumentierte den ausgedehnten militärischen Standort an der heutigen Bundesstraße 5, dessen Tradition bis ins 18. Jahrhundert zurückreicht. Während die beiden massiven Gebäude (Wasserturm und Baracke 34) denkmalgerecht wiederhergestellt werden konnten, verfiel das Kasino immer mehr.
Nachdem die Unzumutbarkeit der Erhaltung (§ 7 Brandenburgisches Denkmalschutzgesetz – BbgDSchG) amtlich festgestellt war, die Gemeindevertretung sich nach jahrelangen Diskussionen für den Abriss entschieden hatte, wurde Anfang 2014 das Verfahren nach § 19  BbgDSchG von der Obersten Denkmalschutzbehörde in Brandenburg, dem Ministerium für Wissenschaft, Forschung und Kultur, mit der Erlaubnis zum Abriss beendet. Nebenbestimmungen zur Bergung, Erhaltung und Wiederverwendung von Bauteilen wurden nicht getroffen. Der Abriss erfolgte März/April 2014.

## Umfeld des Standortes
Von der Veranda des Offizier-Casinos blickte man in einen etwa 4000 m² großen Park. Östlich fällt das Gelände steil zum sieben Meter tiefer gelegenen Schwanengraben ab. Im Park gab es einen Musikpavillon (Musikmuschel), ein Teehaus und einen Tennisplatz. Ebenfalls nicht mehr vorhanden war ein weiterer Pavillon mit Ausblick auf den Schwanengraben. Am Ufer stand eine Kegelhalle, die später zu einem Kino bzw. Schießstand ausgebaut wurde. Nördlich des Geländes stehen an der Wilhelmstraße heute noch drei repräsentative, denkmalgeschützte Gebäude im Landhausstil. Während das Gebäude Wilhelmstraße 4 Postamt war (erbaut 1916/18), dienten die Häuser Wilhelmstraße 2, erbaut 1897 und 1913, als Garnisonsverwaltung. Sie sind restauriert und für Wohnzwecke umgebaut. Im Jahre 1913 wurden am Nordtor gegenüber dem Casino-Park fünf Gebäude mit Offizierswohnungen errichtet. Sie werden heute zivil genutzt.
Der 1898 erbaute, 30,8 m hohe Wasserturm, ein Klinkersteinbau im wilhelminischen Stil, wurde 1998 vollständig saniert und ist zum ortsbildbestimmenden Wahrzeichen geworden. Die ehemalige Stabsbaracke, als einziges Unterkunftsgebäude erhalten, wurde 1999 als Spielhaus in die benachbarte Kindertagesstätte St. Martin integriert. Eine weitere Kindertagesstätte ist 2013 im ehemaligen Kasinopark entstanden.